# ان‌جی‌سی ۷۰۴۳
ان‌جی‌سی ۷۰۴۳ (انگلیسی: NGC 7043) یک کهکشان مارپیچی میله‌ای است که در فاصله حدود ۲۰۰ میلیون سال نوری از ما در صورت فلکی اسب بزرگ قرار دارد. کهکشان NGC 7043 بخشی از یک جفت کهکشان است که شامل کهکشان NGC 7042 است. قطر تخمینی آن ۷۳۱۰۰ سال نوری است. کهکشان NGC 7043 توسط ستاره شناس آلبرت مارت در ۱۸ اوت ۱۸۶۳ کشف شد.